# Vrais amis en anglais
Les vrais amis en anglais sont des mots ayant la même forme (parfois à quelques petites différences près) et le même sens qu'en français, ainsi « bus », « poison », « radio », « taxi ». On dit qu'ils sont « transparents », contrairement aux faux-amis, qui représentent souvent un obstacle à l'apprentissage de la langue.

## Définitions: vrai-ami total et vrai-ami partiel
Selon la linguiste Leila Caid, « un vrai-ami total est un mot homophone/homographe [dans] deux langues ayant une origine commune et qui est resté semblable [dans] les deux langues pour toutes ses acceptions. Il s’agira d’un vrai ami partiel lorsque la paire de mots diffère pour un sens. ». L'anglais parle respectivement de true cognate et de semi-true cognate.
En raison de ce qu'on appelle la polysémie (un terme a souvent plusieurs sens ou acceptions), certains mots anglais sont à la fois de vrais amis et de faux amis, c'est le cas de date qui signifie, outre « date », aussi « rendez-vous amoureux » ou, plus familièrement « rencard ».
Il faut noter cependant que la transparence n'est pas complète :
- l'usage des mots est différent : un mot courant en français peut avoir un sens mélioratif en anglais (grand) ou pompeux (extraordinaire ou vis-à-vis, popularisé par Matrix Reloaded) ;
- certains mots ont changé de sens : ainsi le mot anglais charade a le sens de « mascarade », « parodie », « simulacre » tandis que le français  « charade », au sens de « devinette », d'« énigme », se dit riddle en anglais.

D'une manière générale, compter sur les vrais amis pour combler des lacunes en anglais est une fausse bonne idée : l'on court le risque de ne pas être compris ou de passer pour un pédant.

## Vrais-amis anglo-français

### Origines
L'influence du français sur l'anglais trouve ses origines dans la conquête normande de l'Angleterre en 1066 par Guillaume le Conquérant. L'anglo-saxon ou vieil anglais est supplanté en tant que langue de la Cour, de la littérature et de l'administration par l'anglo-normand pendant deux ou trois siècles avant qu'il ne disparaisse au profit du moyen anglais. Presque mille ans après la conquête, l'influence normande est toujours palpable dans la langue anglaise. À cette influence originelle s'est ajoutée l'influence du dialecte angevin, puis d'un français plus standard, au même titre que dans la plupart des langues européennes.
De manière générale, l'anglais a surtout emprunté au normand, à l'angevin et au français des termes du domaine culinaire, militaire, architectural, diplomatique, et tous ceux qui concernent l'habillement et les soins corporels. Inversement, les techniques récentes dont les principes sont définis d'abord dans les pays anglophones (informatique, marketing, télécommunication, gestion d'entreprise par exemple) transmettent au français des mots anglais qu'on appelle des anglicismes ; certains de ces mots ont fait l'aller-retour  (ex: budget, routine, attaché-case).

### Règles de convergence lexicale
On peut constater quelques règles générales de « convergence lexicale », avec des exceptions :
- Les noms de terminaison «...tion » ont le même sens qu'en français : portion, section. Même le mot translation, qui signifie habituellement « traduction », a le sens de « translation » dans le domaine technique.

- Les noms de terminaison «...ty » ont souvent leur équivalent français en «...té » : university, université.

- Les noms de terminaison «...ism » ont souvent leur équivalent français en «...isme » : socialism, socialisme.

- Les noms de terminaison «...ology » ont souvent leur équivalent français en «...ologie » : technology, technologie.

- Les adjectifs en « ...able » ou « ...ible » ont aussi un sens proche du français quand ils sont formés sur des racines d'origine française ou latine : capable (capable), impossible (impossible).

- Les adjectifs en « ...ous » sont souvent transposables en « ...eux » : delicious (délicieux), fabulous (fabuleux), precious (précieux).

- Les verbes en « ...ate » correspondent généralement à des verbes français du premier groupe (« ...er ») : tolerate (tolérer), create (créer), enumerate (énumérer).

- Les verbes en « ...ize » (ou « ...ise », laquelle orthographe est plus courante en anglais britannique) correspondent à des verbes français en « ...iser » : privatize (privatiser), realize (réaliser), modernize (moderniser).

- Les mots composés de racines grecques ou latines non transformées par l'usage, sont facilement compréhensibles : maths (maths), metropolitan (métropolitain), rigid (rigide), television (télévision), taxi (taxi), xenophobe (xénophobe). On trouve majoritairement ces mots dans les sciences, les techniques, la biologie, la désignation des espèces.

### Exemples
| Anglais      | Français       |
| ------------ | -------------- |
| age          | âge            |
| baby         | bébé           |
| creativity   | créativité     |
| dance        | danse          |
| effect       | effet          |
| fruit        | fruit          |
| guitar       | guitare        |
| harp         | harpe          |
| immediately  | immédiatement  |
| joy          | joie           |
| just (adj.)  | juste          |
| koala        | koala          |
| lion         | lion           |
| music        | musique        |
| name         | nom            |
| ocean        | océan          |
| pied-à-terre | pied-à-terre   |
| quality      | qualité        |
| radio        | radio          |
| successively | successivement |
| taxi         | taxi           |
| university   | université     |
| valise       | valise         |
| watt         | watt           |
| xylophone    | xylophone      |
| yoga         | yoga           |
| zoo          | zoo            |